# 松江大学城駅
座標: 北緯31度3分23秒 東経121度13分43秒 / 北緯31.05639度 東経121.22861度
松江大学城駅（しょうこうだいがくじょう-えき）は上海市松江区に位置する上海地下鉄9号線の駅である。

## 駅構造
相対式ホーム2面2線を有する高架駅。

## 駅周辺
各大学方面行のバスが発着しているバスターミナル
松江客運中心　（松江客运中心）がある。

## 歴史
- 2007年12月29日 - 開業。

## 隣の駅
■上海地下鉄9号線
松江新城駅 - 松江大学城駅 - 洞涇駅　